# Парламент на Франция
Парламентът на Франция (на френски: Parlement français) е двукамарен законодателен орган на Френската република, състоящ се от Сенат (Sénat) и Национално събрание (Assemblée nationale). Всяка от двете камари провежда сесиите си на различни места в Париж: Сенатът в Люксембургския дворец, а Националното събрание в Бурбонския дворец.
Всяка камара има свои процедурни правила, но когато се налага разискване и поправки на конституцията, двете могат да провеждат съвместни заседания, които се наричат Конгрес на френския парламент (Congrès du Parlement français), който се свиква в двореца Версай.